# Gmina Aulum-Haderup
Gmina Aulum-Haderup (duń. Aulum-Haderup Kommune) – istniejąca w latach 1970–2006 gmina w Danii w okręgu Ringkjøbing Amt. Siedzibą władz gminy było miasto Aulum. Gmina Aulum-Haderup została utworzona 1 kwietnia 1970 na mocy reformy podziału administracyjnego Danii. Po kolejnej reformie administracyjnej w roku 2007 weszła w skład nowej gminy Herning.

## Dane liczbowe
- Liczba ludności: (♀ 3433 + ♂ 3297) = 6730
  - wiek 0–6: 9,9%
  - wiek 7–16: 14,4%
  - wiek 17–66: 62,4%
  - wiek 67+: 13,4%
- zagęszczenie ludności: 27,2 osób/km²
- bezrobocie: 4,0% osób w wieku 17–66 lat
- cudzoziemcy z UE, Skandynawii i USA: 83 na 10 000 osób
- cudzoziemcy z krajów Trzeciego Świata: 155 na 10 000 osób
- liczba szkół podstawowych: 4 (liczba klas: 52)